# Eric Lassard
Eric Lassard è un personaggio immaginario della serie cinematografica di Scuola di polizia e dell'omonima serie animata, interpretato da George Gaynes, e doppiato da Mario Feliciani, Carlo Baccarini e Luciano Melani nei film e da Umberto Tabarelli nella serie animata. Insieme a Larvell Jones e Eugene Tackleberry è uno degli unici tre personaggi ad apparire in tutti e sette i film e nella serie.

## Caratteristiche
Eric Lassard è un uomo molto paterno, gentile, pomposo e simpatico, anche se un po' distratto e smemorato.
Proprio per questi motivi finisce spesso per mettersi nei guai, ma grazie ai cadetti riesce sempre ad apparire come un brillante comandante. Per questo è sempre riuscito ad evitare l'incombente pensionamento e a mantenere il ruolo di comandante della Scuola. Molte volte sblocca le situazioni in maniera rocambolesca, e si ritrova faccia a faccia con i criminali, quasi sempre senza capire chi essi siano. Quando però, finalmente, Lassard scopre chi ha di fronte, si dimostra sempre abbastanza arzillo da sottomettere qualsiasi avversario gli si pari davanti, catturandolo facilmente. Egli porta sempre con sé un pesciolino rosso e un carrello da golf. Nel secondo film compare suo fratello, Pete, e nel quinto e sesto suo nipote, Nick. Poi ha altri parenti nella serie animata.